# Сутра сердца
«Праджняпарамита хридая сутра» (санскр. प्रज्ञपारमिता हॄदयसूत्र, IAST: Prajñāpāramitā Hridaya Sūtra, кит. трад. 般若波羅蜜多心經, упр. 般若波罗蜜多心经, палл. Божэ поломидо синь цзин, яп. 般若心経 хання сингё:) «Сутра сердца совершенной мудрости» или просто «Сутра сердца» — написанный на санскрите священный буддийский текст, являющийся частью канона Махаяны, один из самых известных первоисточников буддизма Махаяны.

## Общая справка
«Сутра сердца» является изложением буддийских идей совершенной мудрости и относится к наиболее коротким буддийским сутрам. Один из переводов на русский содержит двадцать два предложения. Наряду с «Алмазной сутрой», «Сутра сердца» является основным образцом буддийских первоисточников периода создания буддийской литературы «совершенной мудрости». Несмотря на то, что в ней содержится мантра, она затрагивает последнюю, тантрическую фазу развития литературы подобного рода.
В «Сутре сердца» парадоксально отрицаются (объявляются пустотными и несуществующими в абсолютном смысле) Четыре благородные истины буддизма: «нет ни страдания, ни причины страдания, ни прекращения страдания, ни пути». По мнению Е. А. Торчинова, для буддистов того времени это звучало столь же шокирующе, как если бы христианин столкнулся с текстом, в котором бы «Христос провозгласил, что нет ни Бога, ни сатаны, ни ада, ни рая, ни греха, ни добродетели, и т. д.».
Изучению «Сутры сердца» уделяется особое внимание в восточно-азиатском буддизме, в частности в школах чань (дзэн) Китая, Японии, Кореи и Вьетнама. Особое значение эта сутра имеет для японской школы Сингон, основатель которой, Кукай, написал к сутре комментарии; а также для различных школ тибетского буддизма.
Некоторые исследователи считают, что «Сутра сердца» была создана в Китае и позже переведена на санскрит. Однако, большинство учёных склоняются к мнению, что именно версия на санскрите является оригинальной, несмотря на то, что китайский перевод сутры оказал намного большее влияние на школы буддизма.
«Праджняпарамита-хридая сутра» многократно переводилась на основные европейские языки.
В СССР перевод «Сутры сердца» впервые опубликован в сборнике «Психологические аспекты буддизма» (Новосибирск, 1986), ранее перевод был известен в «самиздате».
В настоящее время опубликованы три перевода Сутры на русский язык.

## Содержание
Сутра в основе своей описывает учение бодхисаттвы Авалокитешвары, который в данном контексте представляет добродетель праджни (мудрости). Его оценка феноменов полностью лежит в русле учения о пяти скандхах.
Авалокитешвара обращается к своему ученику (известному ещё из текстов раннего буддизма) Шарипутре, который в сутре представляет раннюю буддийскую школу «совершенной мудрости». Бодхисаттва особенно подчёркивает, что «форма — это пустота, а пустота — это форма» (色即是空，空即是色) и провозглашает все скандхи пустыми.
После этого Авалокитешвара говорит о некоторых наиважнейших буддийских догматах и поясняет, что они суть простые объяснения реальности, но не сама реальность, и потому не являются истиной в высшем значении этого понятия. Другими словами, буддист не может опираться на слова или традиционные догмы учения. Бодхисаттва, как архетипический буддист, опирается на совершенство мудрости, которая воспринимает вещи такими, какие они есть на самом деле, то есть, воспринимает реальность напрямую.
Эта совершенная мудрость сосредоточена в мантре «Сутры сердца», называемой также махамантрой:

गते गते पारगते पारसंगते बोधि स्वाहा — гатэ, гатэ, парагатэ, парасамгатэ, бодхи, сваха.

которая означает полное избавление от иллюзий и приветствует Пробуждение.
Особенностью этой сутры является то, что учение исходит не из уст самого Будды (что является традиционным для всех сутр); вместо этого Будда лишь подтверждает правильность выводов Шри Авалокитешвары в отношении праджняпарамиты.